# マグダレーナ・アバカノヴィッチ

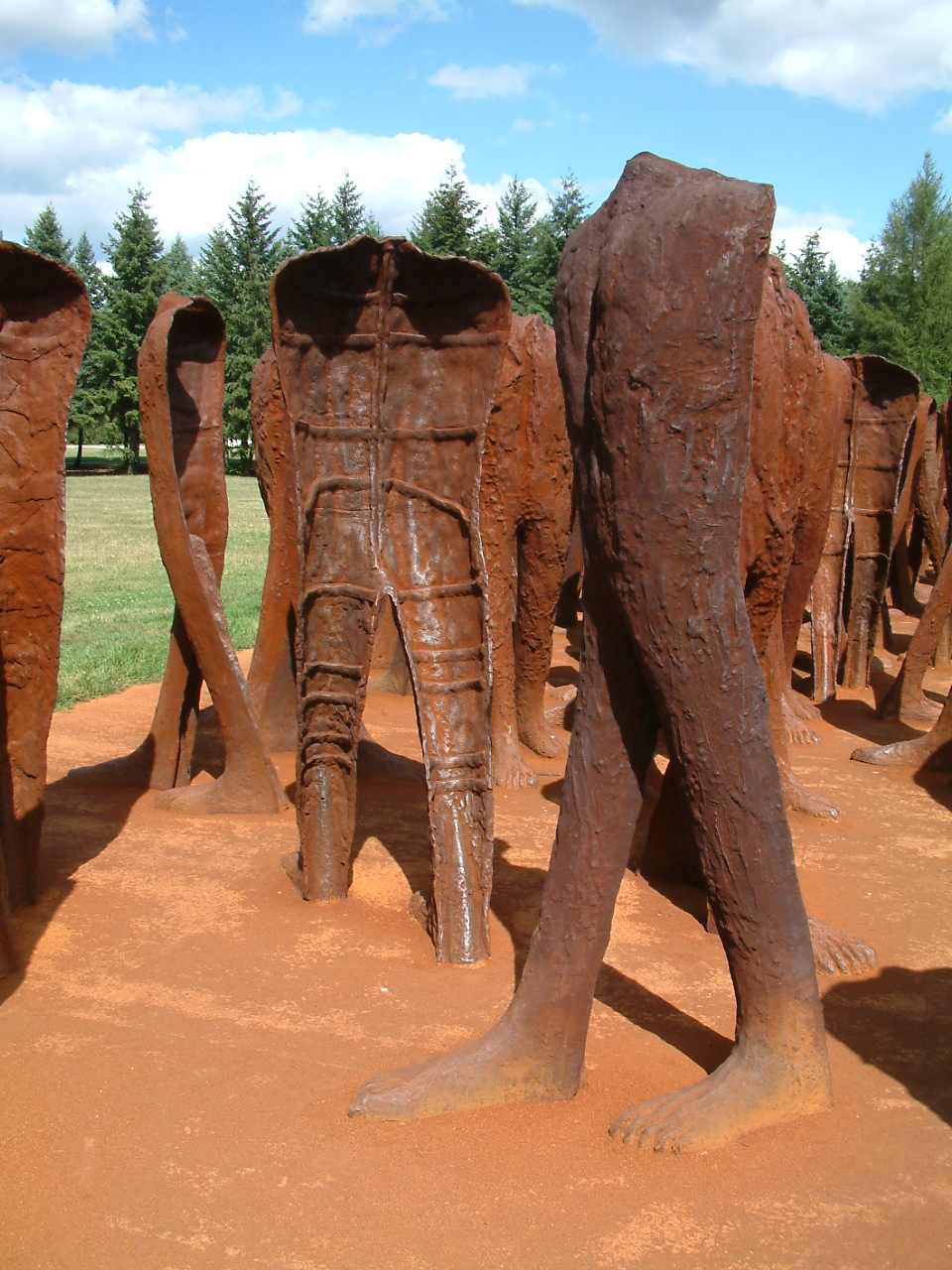
『Nierozpoznani』(2002年、ポズナンのツィタデラ公園、撮影Radomil)

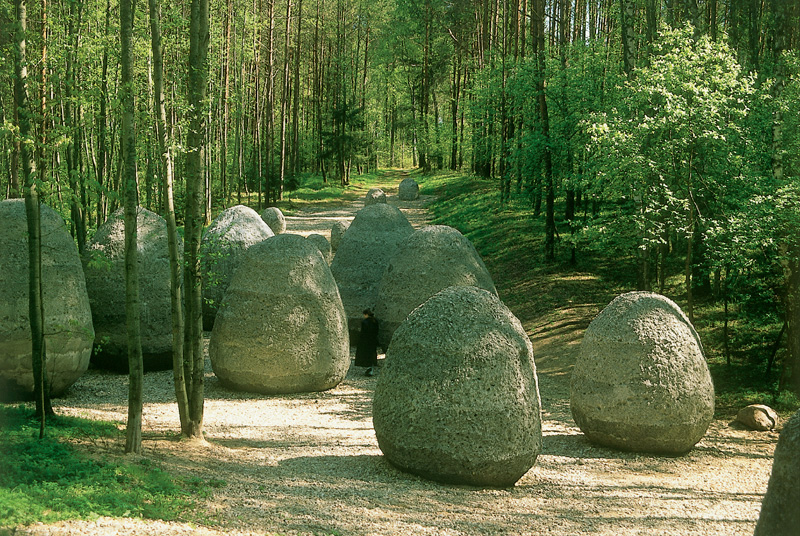
『Space of Unknown Growth』(リトアニア、ユーロポスパーカス博物館)

マルタ・マグダレーナ・アバカノヴィッチ=コスモフスカ（Marta Magdalena Abakanowicz-Kosmowska、1930年6月20日 – 2017年4月20日）とは、ポーランドの彫刻家、ファイバー・アーティスト、画家。ポーランドを代表する国際的アーティストの一人。

## 生涯
ファレンティの地主の家の生まれ。母親は古くからのシュラフタ（貴族）の血筋。父親はリプカ・タタール人出身。祖先は13世紀モンゴル帝国のアバカまで遡る。元はロシアに住んでいたが、十月革命で独立した独立したばかりのポーランド第二共和国に移住していた。
アバカノヴィッチが9歳の時、ナチス・ドイツによるポーランド侵攻が起こる。戦時中、家族はワルシャワ郊外で何とか耐え忍び、終戦後はポーランド北部、グダニスクに近いトチェフで新生活を始める。
1947年、トチェフの中学校を卒業したアバカノヴィッチは、グディニャの高校に進学し、絵を学ぶ。1949年にソポトの美術アカデミー、1950年にはワルシャワ美術アカデミーに入学。入学にあたっては貴族出身であることが妨げとなったので、会社員の娘と偽った。当時のポーランド政府はヨシフ・スターリンが推し進める「形式においては民族的、内容においては社会主義的」な社会主義リアリズムのみを芸術として容認し、芸術家たちにはその研鑽を求めていた。モダニズムなど西側の芸術はポーランドに限らず東欧諸国で禁止されていた。アバカノヴィッチはアカデミーの雰囲気が融通がきかない保守的なものに感じられた。
私は線をいくつも描いて、その中から形を探す描き方が好き。でも教授は、輪郭だけ残して、それ以外の線は要らないと消しゴムで消してしまった。そのことで彼が大嫌いだった。
アカデミーでは、テキスタイルのデザインも受講する。具体的には、機織法、シルクスクリーン、織物デザインで、Anna Sledziewska、Eleonora Plutymska、マリア・ウルバノヴィチらに師事した。
1955年にワルシャワ美術アカデミーを卒業。本格的に創作を始めるが、住居を転々としたため、初期の作品の多くは紛失したり破損したりして、わずかに植物の素描が数点残っているだけである。
1953年にスターリンが死んだことで、ポーランド政府はソビエト連邦からの政治的圧力から脱しはじめた。1956年、ヴワディスワフ・ゴムウカが就任すると、劇的な社会的・文化的変化が起きた。芸術の形式と内容にも自由化の波が押し寄せた。
1956年から1959年にかけてアバカノヴィッチは『biomorphic』という絵画のシリーズを創作する。これは想像上の植物、鳥、エキゾチックな魚、貝殻、その他のバイオモーフィックな形態を組み合わせたコンポジションで、大きな紙や縫い合わせたリネンにガッシュ（グワッシュ）と水彩で描いたもの。アバカノヴィッチはこのシリーズについてこう語っている。
私のガッシュ画は壁いっぱいの巨大なものでした。アカデミーの勉強ですっかり意気消沈していて、自分自身のためにガッシュ作りに打ち込みました。長い間したいことができなかった、そのお返しとして大きなものを描く必要があったのです。頭の中の植物の間を歩きたかった。
自由化によって、パリ、ヴェネツィア、ミュンヘン、ニューヨークなど西欧の芸術を知るようになると、アバカノヴィッチは自分の絵画が「けばけばしく、構成不足」と感じるようになった。幾何学・構造の手引としてロシア構成主義を学んだが、あくまで参考のため、自分自身の「芸術言語と、より触覚的、直感的、私的な芸術を生み出すための方法」のためだった。その結果、新たな芸術的表現に"織物"を選んだ。
1960年春のコルデガルダ・ギャラリー（ワルシャワ）で開催された初の個展で、アバカノヴィッチはガッシュ画、水彩画に加えて4つの織物作品を出展する。さほど世間の注目を浴びるものではなかったが、ポーランドのテキスタイル、ファイバーデザイン界における彼女の地位は高まり、1962年にスイスのローザンヌで催された第1回国際タペストリー・ ビエンナーレ（ローザンヌ・ビエンナーレ）に参加。これが彼女の国際的成功に繋がる。
1965年のサンパウロ・ビエンナーレでグランプリ受賞を皮切りに多くの賞を受賞。また、1965年から1990年までポズナン芸術大学教授、1984年にはカリフォルニア大学ロサンゼルス校客員教授を勤めた。
2017年に死去。

## 作品
画像は公式ホームページ参照。

### アバカン
1967年から創り始めた巨大な三次元ファイバー・アートのシリーズ。美術界におけるアバカノヴィッチの地位を確立した。以後のアバカノヴィッチ作品の原点ともいえる作品。素材はサイザル麻、ロープ、麻、リンネル、ウール、馬の毛。大きさは13フィートに達する場合もあり、天井から吊るすと下が地上すれすれにまで達する。

### 人体彫刻
「頭」「背中」「群衆」などのシリーズがある。素材はファイバーの他、ブロンズ、石、粘土など。
『Caminando』（1998年/1999年）はロビン・ウィリアムズ夫妻がコレクションしていたが、ロビンの死後、ポーランドでオークションにかけられ、800万ズウォティという最高額をつけた。

### 戦争ゲーム
枝葉を取り除いた古い木の幹で作られた作品群。ボロ布を巻いたり、鉄の輪をかぶせたりして、金属製のスタンドなどの上に乗せる。

## 受賞
- 1965年 - サンパウロ・ビエンナーレ（ブラジル） グランプリ
- 1979年 - ヘルダー賞（英語版）（オーストリア）
- 1982年 - Jurzykowski Prize（アメリカ）
- 1993年 - Award for Distinction in Sculpture, granted by the Sculpture Center（アメリカ）
- 1998年 - ポーランド復興勲章（ポーランド） 星付きコマンドルスキ十字勲章
- 1999年 - 芸術文化勲章（フランス） オフィシエ
- 1999年 - レオナルド．ダ．ヴィンチ国際芸術大賞[16]
- 2000年 - イタリア共和国功労勲章（イタリア） カヴァリエーレ
- 2000年 - ミュージアム・オブ・アーツ・アンド・デザイン Visionaries! Award
- 2005年 - Lifetime Achievement in Contemporary Sculpture Award, International Sculpture Center, (Hamilton, NJ, USA)
- 2010年 - Germany's Star of the Grand Cross for Service to Germany（ドイツ）